# Лайковац (община)
Лайковац (серб. Лајковац) — община в Сербии, входит в Колубарский округ.
Население общины составляет 16 119 человек (2007 год), плотность населения составляет 87 чел./км². Занимаемая площадь — 186 км², из них 74,5 % используется в промышленных целях.
Административный центр общины — город Лайковац.

## Статистика населения общины
| Год  | Население, чел. |
| ---- | --------------- |
| 1991 | 17 710          |
| 2001 | 17 177          |
| 2002 | 17 012          |
| 2003 | 16 815          |
| 2004 | 16 662          |
| 2005 | 16 533          |
| 2006 | 16 380          |
| 2007 | 16 119          |

## Населённые пункты
В общине Лайковац 19 населённых пунктов, один из которых городской — Лайковац. Полный их список приведён в таблице с указанием численности населения по переписи. Средняя площадь населённого пункта — 9,8 км².
| Русское название | Сербское название | 2002 |
| ---------------- | ----------------- | ---- |
| Баевац           | Бајевац           | 689  |
| Боговаджа        | Боговађа          | 574  |
| Врачевич         | Врачевић          | 1019 |
| Дони-Лайковац    | Доњи Лајковац     | 494  |
| Лайковац (город) | Лајковац (варош)  | 3443 |
| Лайковац (село)  | Лајковац (село)   | 1950 |
| Мали-Борак       | Мали Борак        | 489  |
| Маркова-Црква    | Маркова Црква     | 110  |
| Непричава        | Непричава         | 679  |
| Пепелевац        | Пепељевац         | 733  |
| Придворица       | Придворица        | 227  |
| Ратковац         | Ратковац          | 378  |
| Рубрибреза       | Рубрибреза        | 811  |
| Скобаль          | Скобаљ            | 241  |
| Словац           | Словац            | 307  |
| Степане          | Степање           | 486  |
| Стрмово          | Стрмово           | 358  |
| Челие            | Ћелије            | 824  |
| Ябучье           | Јабучје           | 3250 |